# Livsforsikringsselskab
Et livsforsikringsselskab tegner livsforsikringer. Livsforsikringer er typisk opbygget som en kombination af en opsparingsbaseret pensionsordning, en udbetaling ved den forsikrede persons død til ægtefællen eller andre begunstigede, en forsikring mod tab af erhvervsevne samt eventuelt supplerende helbredsforsikringer, f.eks. en forsikring i tilfælde af kritisk sygdom. Livsforsikringsselskaberne er den vigtigste aktør i det danske opsparingsbaserede pensionssystem. I 2018 varetog de godt halvdelen af den samlede danske pensionsformue. 

## Regulering
Livsforsikringsaftaler kan være i kraft i meget lange perioder og involvere betydelige beløb, både for den enkelte og på samfundsniveau. Selskaberne er derfor underlagt en detaljeret regulering. I Danmark skal sådanne selskaber have en koncession fra Finanstilsynet og være organiseret enten som et aktieselskab eller som et gensidigt selskab. Alle danske livsforsikringsselskaber skal desuden have en ansvarshavende aktuar, der står inde for, at selskaber overholder sine forpligtelser.

## Livsforsikringsselskaber og andre pensionsaktører
I 2018 varetog livsforsikringsselskaber en pensionsformue på 1915 mia. kr. eller 52 % af den samlede danske pensionsformue. Resten blev varetaget af tværgående pensionskasser (15,9 %), pengeinstitutter (9,7 %), firmapensionskasser (1,1 %) og de to pensionsfonde ATP og Lønmodtagernes Dyrtidsfond (21,3 %).

## De danske livsforsikringsselskaber
I 2018 var der 17 livsforsikringsselskaber i Danmark. Sammen med 14 tværgående pensionskasser og 17 firmapensionskasser udgjorde de de 48 danske pensionsselskaber i dette år. Der er sket en stigende koncentration i den danske pensionsbranche over årene. I 1999 var der således 62 eller ca. 4 gange så mange danske livsforsikringsselskaber.

### Danske livsforsikringsselskaber
Finanstilsynet nævnte i sin rapport om markedsudviklingen for pensionsvirksomheder i 2018 følgende livsforsikringsselskaber:
- AP Pension Livsforsikringsaktieselskab
- Forsikrings-Aktieselskabet ALKA Liv II
- Danica Pension, Livsforsikringsaktieselskab
- Danica Pensionsforsikring A/S
- Forsikringsselskabet Alm. Brand Liv og Pension A/S
- Industriens Pensionsforsikring A/S
- Lærernes Pension, FORSIKRINGSAKTIESELSKAB
- Norli Pension Livsforsikring A/S
- PFA Pension, FORSIKRINGSAKTIESELSKAB.
- PKA+Pension forsikringsselskab A/S
- PenSam Liv forsikringsaktieselskab
- PensionDanmark Pensionsforsikringsaktieselskab
- Sampension Livsforsikring A/S
- Skandia Link Livsforsikring A/S
- Topdanmark Livsforsikring A/S
- Tryg Livsforsikring A/S
- Velliv, Pension & Livsforsikring A/S

I en anden opgørelse fra Finanstilsynet optrådte derudover Nykredit Livsforsikring A/S.